# Зайнудинов, Иса Исаевич
Иса Исаевич Зайнудинов (27 декабря 1938, Кудали, Гунибский район, Дагестанская АССР, СССР) — известный чеченский террорист, приговорён в 2001 году к пожизненному лишению свободы как один из исполнителей взрыва жилого дома в Буйнакске в 1999 году, в результате которого погибли 64 человека.

## Биография

### Семья
Родился 27 декабря 1938 года в селе Кудали Гунибского района Дагестанской АССР. О жизни Зайнудинова до 1990-х годов сведений мало; известно, что до этого времени он со своей семьёй жил в Гунибском районе Дагестана, затем в начале 1990-х годов они переехали в Кизлярский район и проживали долгое время в селах Карамахи и Чабанмахи.
У Зайнудинова двое сыновей — Зайнудин (1970 г. р.) и Магомедрасул, оба в 1990-е годы принимали участие в незаконных вооружённых формированиях. Магомедрасул Зайнудинов был убит во время боёв в Новолакском районе Дагестана в 1999 году. Зайнудин Зайнудинов в марте 2001 года был приговорён к трём годам лишения свободы, попал под амнистию и был освобождён в зале суда.

### Участие в незаконных вооружённых формированиях
С начала 1990-х годов Иса Зайнудинов принимал активное участие в незаконных вооружённых формированиях известного международного террориста Хаттаба. Зайнудинов был его личным поваром, а в свободное от этой обязанности время командовал противотанковой установкой «Фагот». По указанию Хаттаба был сформирован отряд, состоявший из аварцев-экстремистов, прошедших специальную подготовку в лагере у полевого командира Багаутдина Кебедова. По некоторым данным, Зайнудинов пользовался огромным уважением и авторитетом у ваххабитов, и мог поспорить по известности с Ачимезом Гочияевым. Хаттаб отдал ему приказ о взрыве жилого «офицерского» дома в Буйнакске в конце августа 1999 года, чтобы, по их же словам, «отомстить русским солдатам и парализовать их волю». В то время Хаттаб находился в диверсионно-террористическом лагере в районе чеченского села Сержень-Юрт. Кроме Зайнудинова, к операции были привлечены братья Магомед и Алисултан Салиховы, Зиявудин Зиявудинов и Шамиль Омаров. Как удалось установить следствию, в начале сентября 1999 года участники теракта загрузили в Сержень-Юрте в КамАЗ, принадлежащий Багаудину Салихову, от трёх до пяти тонн компонентов взрывного устройства — алюминиевого порошка и аммиачной селитры. По пути в Буйнакск машину несколько раз досматривали милицейские патрули, но содержимое мешков ни у кого не вызвало подозрений.

### Террористический акт в Буйнакске (1999)
Вечером 4 сентября машина «ГАЗ-52», в которую была перегружена из «КамАЗа» взрывчатка, была припаркована террористами у жилого дома № 3 по улице Шихсаидова, вторая машина ЗИЛ-130 — к местному военному госпиталю. В 21.45 произошёл взрыв, в результате которого рухнули два подъезда. Второй грузовик сотрудникам правоохранительных органов удалось обезвредить за пятнадцать минут до намеченного взрыва.
В кабине ЗИЛа была обнаружена доверенность на имя Исы Исаевича Зайнудинова, а также ряд других документов, после чего он был объявлен в розыск. По сведениям некоторых СМИ, увидев репортаж по телевидению, в котором была показана фотография подозреваемого в организации теракта в Буйнакске Исы Зайнудинова, он был сильно разозлён и объявил своим сообщникам, что не заплатит им ничего. В свою очередь, Хаттаб, назвав «халтурой» работу Зайнудинова, снизил оплату с 700 тысяч долларов США до 300 тысяч.

### Арест, следствие и суд
Зайнудинов стал скрываться от сотрудников ФСБ, начавших разыскивать его, в Махачкале. В мае 2000 года квартира, где он вместе с несколькими сообщниками находился, была взята штурмом. Все находившиеся в ней были арестованы. У них были обнаружены архитектурные планы трёх домов, в которых были расселены дагестанские милиционеры, у Зайнудинова был изъят поддельный заграничный паспорт, который был необходим ему для бегства за границу после очередного теракта.
Зайнудинов отрицал на допросах свою причастность к взрыву в Буйнакске, перекладывая всю вину на братьев Салиховых, но 31 мая 2000 года было сообщено о том, что он сознался. Арестованные в Баку вскоре после Зайнудинова и экстрадированные в Россию его сообщники также отказывались признать свою вину. На суде адвокаты потребовали полного оправдания своих подзащитных, мотивируя это тем, что их вина была не доказана, а показания Зайнудинов давал под физическим воздействием со стороны следователей. Тем не менее, обвинению удалось собрать веские доказательства вины обвиняемых.
19 марта 2001 года Верховный суд Республики Дагестан приговорил Зайнудинова и Алисултана Салихова к пожизненному лишению свободы, а Верховный Суд России оставил приговор без изменения.

### В заключении
Иса Зайнудинов был отправлен отбывать наказание в колонию особого режима «Чёрный дельфин». В 2012 году он сказал посещавшим его в колонии журналистам:
Я никогда не был рабом еды. Что есть, то и кушаю. Чего нет, того не хочу. Мне часто снится, что я в горах, в кругу семьи. Желание у меня одно — чтобы суд был пересмотрен и чтобы при этом были другие прокурор, судьи. 58 человек убили, нашли ложных свидетелей и всё свалили на меня, сделали террористом. Это политическое дело. Самое главное в жизни — быть хорошим мусульманином, то есть тем, который всё исполняет, не убивает людей, не ворует.